# Litauen
För andra betydelser, se Litauen (olika betydelser).
Litauen (litauiska: Lietuva [lʲɪɛtʊˈvɐ]), formellt Republiken Litauen (litauiska: Lietuvos Respublika), är en republik i Baltikum i Nordeuropa. Landet gränsar till Lettland i norr, Belarus och Polen i söder samt den ryska exklaven Kaliningrad i sydväst. Landets nationaldag är den 16 februari. Litauen är sedan 2004 medlem i Europeiska unionen och försvarsalliansen Nato.
På 1200-talet förenades Litauen under en kristen kung, Mindaugas I, på 1500-talet ingick man en union med Polen och 1795 annekterades Litauen av Ryssland. Efter den tyska ockupationen under första världskriget och Rysslands nederlag blev Litauen självständigt 1918. År 1940 invaderades landet av Sovjetunionen och året därpå ockuperades det av tyska stridskrafter. När enheter från Röda armén nådde landet 1944 hade cirka 200 000 litauer, varav drygt två tredjedelar judar, dödats. I samband med de politiska omvälvningarna i Östeuropa i slutet av 1980-talet uppstod även självständighetsrörelser i Litauen. Den 11 mars 1990 utropade landet sin självständighet som första land i det dåvarande Sovjetunionen.
Litauen är sedan dess en parlamentarisk demokrati med en folkvald president som statschef och en premiärminister som regeringschef. I likhet med de andra baltiska länderna är Litauen medlem av Förenta nationerna, Europeiska unionen och Nato.
Jordmånen i Litauen är till stora delar tämligen bördig. Vidsträckta områden utgörs av marskland och skogar. Stora sumpmarker har utdikats till odlingsbar mark. Den flacka kusten mot Östersjön domineras av dynlandskap. Landet har ett rikt nät av vattendrag; i kullandskapet i sydöst ligger mer än 3 000 sjöar och talrika floder rinner genom landet.
Maskinkonstruktion, förädling av petroleum, laserindustri, solcellsindustri, varvsindustri och livsmedelsindustri hör till de viktigaste grenarna inom tillverkningsindustrin. Landet har inga större mineralförekomster.

## Historia

Baltiska stammar 1200.

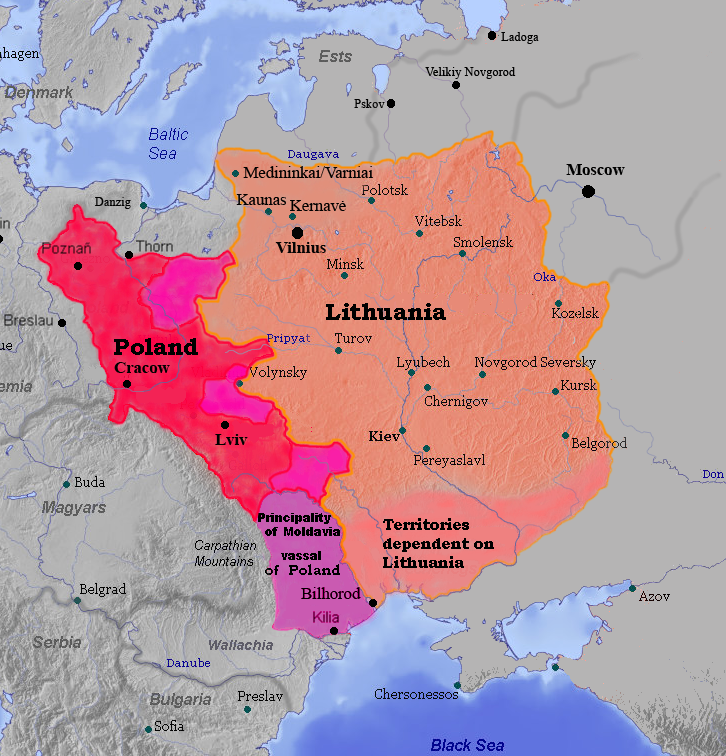
Litauen som en del av Polsk-litauiska samväldet under 1400-talet.

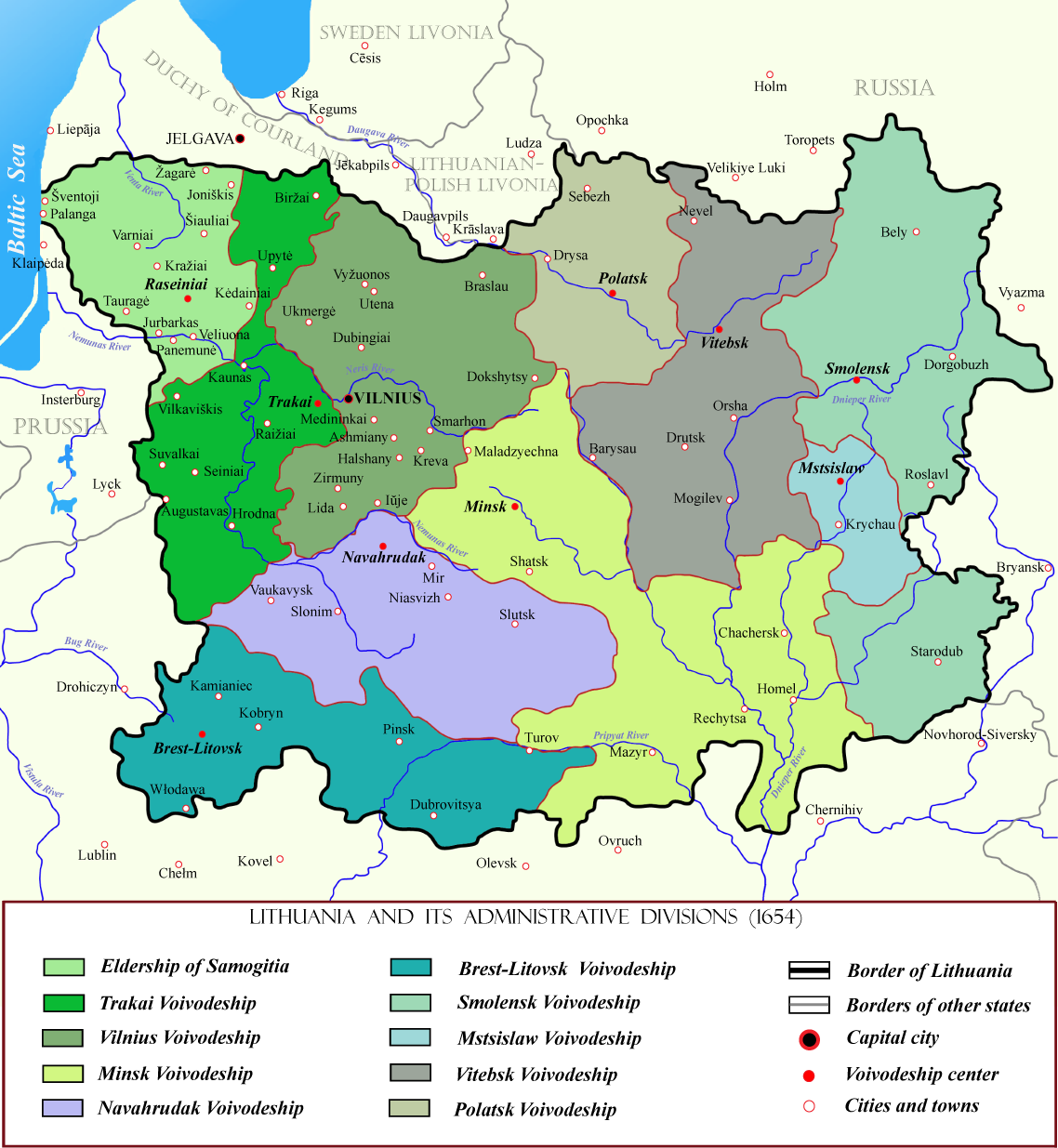
Litauen låg under 1600-talet till största delen på land som idag upptas av Belarus.

Litauen kristnades inte förrän 1387 och var en europeisk stormakt under medeltiden. Dess förste storfurste Mindaugas I räknas som Litauens förste och ende krönte kung. Kröningsdagen 6 juli (1253) är idag en officiell helgdag i Litauen (anges som ”Statehood day”). En union bildades 1573 med grannlandet Polen vilken sträckte sig ända ner till Ukraina (se Polen-Litauen).
Republiken Litauen bildades efter första världskriget genom Versaillesfreden. Frihetstiden sträckte sig fram till slutet av 1930-talet då Litauen bland annat tvingades att gå med på sovjetiska truppers närvaro i landet. Vid inledningen av Operation Barbarossa 1941 intog tyska trupper landet, en ockupation varade fram till 1944. Landet invaderades av Sovjetunionen i slutet av andra världskriget, ockuperades och tvingades bli en del av unionen fram till dess fall.
Långt in på 1950-talet fanns reguljära förband som uppstått ur den tidigare litauiska armén (Skogsbröderna).
Under 1960-talet verkade motståndsrörelsen i form av olika studentgrupper som spred underjordiska tidskrifter om Litauen och litauisk kultur och som även utförde aktioner där den förbjudna litauiska trikoloren hissades.
Under 1980-talet samlades krafterna för ett fritt Litauen inom rörelsen Sajudis med Vytautas Landsbergis som en av ledarna. Den 11 mars 1990 deklarerade Litauen på nytt sin självständighet, som den första av sovjetrepublikerna. Den förnyade självständigheten erkändes först av Island den 4 februari 1991 och av Sovjetunionen den 6 september 1991.
Den 29 mars 2004 blev Litauen medlem i Nato och 1 maj 2004 medlem i Europeiska unionen (EU).

## Geografi

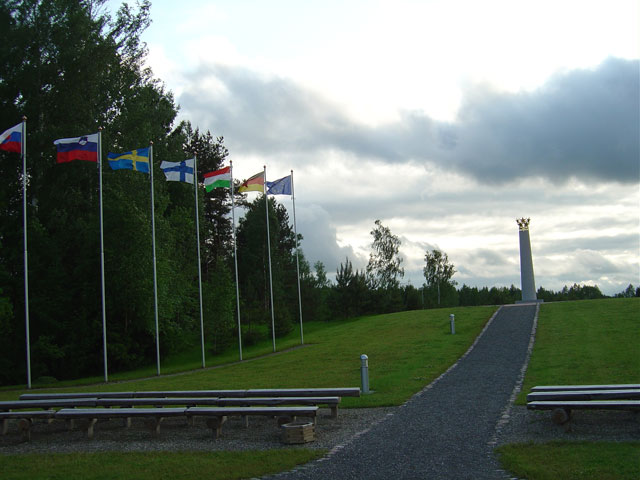
Europas geografiska centrum ligger i Litauen.

Litauen är det mest folkrika av de baltiska länderna med 3 338 700 [2009.08] invånare. Landet ligger söder om Lettland vid Östersjöns sydöstra strand. I Litauen hittar man Europas geografiska mittpunkt.

### Klimat
Litauen ligger i en klimatzon som präglas av övergången mellan det mildare och maritima klimatet i väster och ett mer kontinentalt och kalltempererat klimat längre österut. Trots denna övergångskaraktär är det främst atlantiska luftmassor som påverkar klimatförhållandena.
Den genomsnittliga årstemperaturen ligger på strax över 7 °C i västra delen av landet och något under 6 °C i östra regioner. Under januari är medeltemperaturen -5 °C, medan juli brukar ligga på omkring 17 °C. Årsnederbörden varierar mellan olika delar av landet; i zonen strax innanför kusten överstiger den 800 mm per år, men längre inåt land, särskilt i centrala och östra områden, sjunker den till under 600 mm.
Majoriteten av nederbörden faller under sommar- och höstmånaderna, med en topp i juli. Kustområdena har flest soltimmar årligen, medan antalet minskar gradvis ju längre österut man kommer.

## Styre och politik

### Författning och styre
Litauens lagstiftande församling finns i huvudstaden Vilnius och heter Seimas. Premiärministern måste ha stöd i Seimas för att kunna sitta kvar på posten. Litauens president är folkvald och trots att ämbetet i praktiken är huvudsakligen ceremoniellt så har presidenten dock semipresidentiella befogenheter.

### Administrativ indelning
Litauen är indelat i tio apskritys (sing. apskritis), vilket kan översättas med län. Varje län har namn efter dess huvudort. Litauen har 60 kommuner, som i sin tur är indelade i 524 "åldermannaskap" (seniūnija).
Den 1 juli 2010 avskaffades länsstyrelserna, varefter länen numera endast är territoriella och statistiska enheter.
| Region          | Huvudstad   | Areal (km²) | Invånarantal [2009.01] |
| --------------- | ----------- | ----------- | ---------------------- |
| Alytus län      | Alytus      | 5425        | 175 149                |
| Kaunas län      | Kaunas      | 8091        | 670 546                |
| Klaipėda län    | Klaipėda    | 5207        | 378 221                |
| Marijampolė län | Marijampolė | 4467        | 179 886                |
| Panevėžys län   | Panevėžys   | 7881        | 281 241                |
| Šiauliai län    | Šiauliai    | 8589        | 346 098                |
| Tauragė län     | Tauragė     | 4411        | 126 056                |
| Telšiai län     | Telšiai     | 4303        | 172 438                |
| Utena län       | Utena       | 7206        | 170 422                |
| Vilnius län     | Vilnius     | 9730        | 849 815                |

### Politik
Litauens politiska landskap är splittrat, och det är vanligt att partier bildas, delas och slås samman inför val. De flesta regeringar har varit koalitioner, och fram till 2008 hade ingen regering suttit kvar under en hel mandatperiod. Korruption är ett relativt stort problem jämfört med andra EU-länder, och politiska skandaler samt korruptionsrättegångar är återkommande. Detta har bidragit till lågt förtroende för makthavarna, och valdeltagandet ligger ofta runt 50 procent.
Efter självständigheten dominerade det reformerade kommunistpartiet Litauiska demokratiska arbetarpartiet (LDDP), som vann valet 1992. Partiledaren Algirdas Brazauskas blev president 1993, vilket delvis berodde på att kommunistpartiet i Litauen hade en mer nationell inriktning än i många andra sovjetrepubliker.
År 1996 förlorade LDDP regeringsmakten till det konservativa Fosterlandsförbundet, lett av Vytautas Landsbergis, en framträdande ledare från självständighetsrörelsen Sajūdis. Efter en sammanslagning 2008 heter partiet nu Fosterlandsförbundet–Litauiska kristdemokrater (TS–LKD). År 2001 gick LDDP ihop med socialdemokraterna under namnet Litauens socialdemokratiska parti (LSDP), med Brazauskas som ledare. Samma år blev han premiärminister för en koalitionsregering som bland annat drev igenom Litauens medlemskap i EU och Nato.
Under 2012–2016 styrdes Litauen av en koalitionsregering dominerad av LSDP, med Algirdas Butkevičius som premiärminister. Före detta mandatperiod leddes landet av en mitten–högerregering under Andrius Kubilius från Fosterlandsförbundet.
Parlamentsvalet 2016 resulterade i stora förändringar. Litauiska bönders och grönas allians (LVZS), ett mittenparti med lång historia under olika namn, blev störst. Deras framgångar speglade ett missnöje med tidigare regeringar, särskilt deras ekonomiska politik och oförmåga att bromsa utflyttningen av unga. Saulius Skvernelis, en politiskt oberoende tidigare rikspolischef, blev premiärminister och ledde en koalitionsregering med LSDP, som dock lämnade samarbetet 2017. Detta ledde till en splittring inom partiet och bildandet av Litauens socialdemokratiska arbetarparti (LSDDP) 2018.
I presidentvalet 2019 valdes höger-mittenkandidaten Gitanas Nausėda till president, och han omvaldes fem år senare.
Valet 2020 blev en stor framgång för Fosterlandsförbundet, som ökade till 50 mandat medan LVZS tappade till 32. Två nya partier tog plats i parlamentet, däribland det liberala Frihetspartiet, medan partiet Ordning och rättvisa förlorade sina mandat. Ingrida Šimonytė, tidigare finansminister och Fosterlandsförbundets kandidat, blev premiärminister och bildade en regering tillsammans med TS–LKD, Frihetspartiet och Republiken Litauens liberala rörelse (LRLS).

## Ekonomi och infrastruktur
Litauen har en stor textilindustri och landet är sedan gamla tider specialiserat på linne. I Litauen finns också Europas största tillverkare av bildskärmar och annan elektronisk industri. Kärnkraftverket i Ignalina stängdes nyårsafton 2009 och det stod för en stor del av landets energiförsörjning och även export. Planer finns dock att bygga ett nytt kärnkraftverk tillsammans med de baltiska staterna och Polen, men ännu har inget besluts tagits. Den tredje största staden Klaipeda är landets export- och importhamn.
Sedan 2015 är euron landets valuta (se vidare Litauen och eurosamarbetet).

### Infrastruktur

#### Transporter
Litauen har utvecklats till ett viktigt transitland och ett kommunikationsnav i regionen, där majoriteten av godstransporterna, cirka 60 procent, sker på vägarna. Landet har Baltikums mest välutvecklade vägnät och ett av de bästa i Östeuropa. Trots att större delen av vägnätet är asfalterat krävs regelbundet underhåll. Huvudleden Via Baltica, som förbinder Baltikum med Polen, har rustats upp betydligt.
Järnvägsnätet i Litauen, som är omkring 2 000 kilometer långt, använder en annan spårvidd än västra Europa. Nätet är huvudsakligen enkelspårigt, och endast sträckan mellan Vilnius och Kaunas, cirka 120 kilometer, är elektrifierad. Tidigare transporterades stora mängder gods till Sovjetunionens inland från hamnen i Klaipėda, som fortfarande är Litauens viktigaste hamn. Idag går mycket av godset i motsatt riktning, med varor från Belarus som exporteras via den moderniserade hamnen i Klaipėda. Dessutom är transittrafiken från Ryssland betydande, eftersom järnvägsförbindelsen över Litauen är en viktig länk för den ryska exklaven Kaliningrad. Sedan 2011 har Litauen varit en del av reguljär containertrafik med tåg från Kina, genom Kazakstan, Ryssland och Belarus. Landets främsta internationella flygplats är belägen i Vilnius, men även Kaunas och Palanga vid Östersjökusten erbjuder internationella flygförbindelser.

## Befolkning

### Demografi

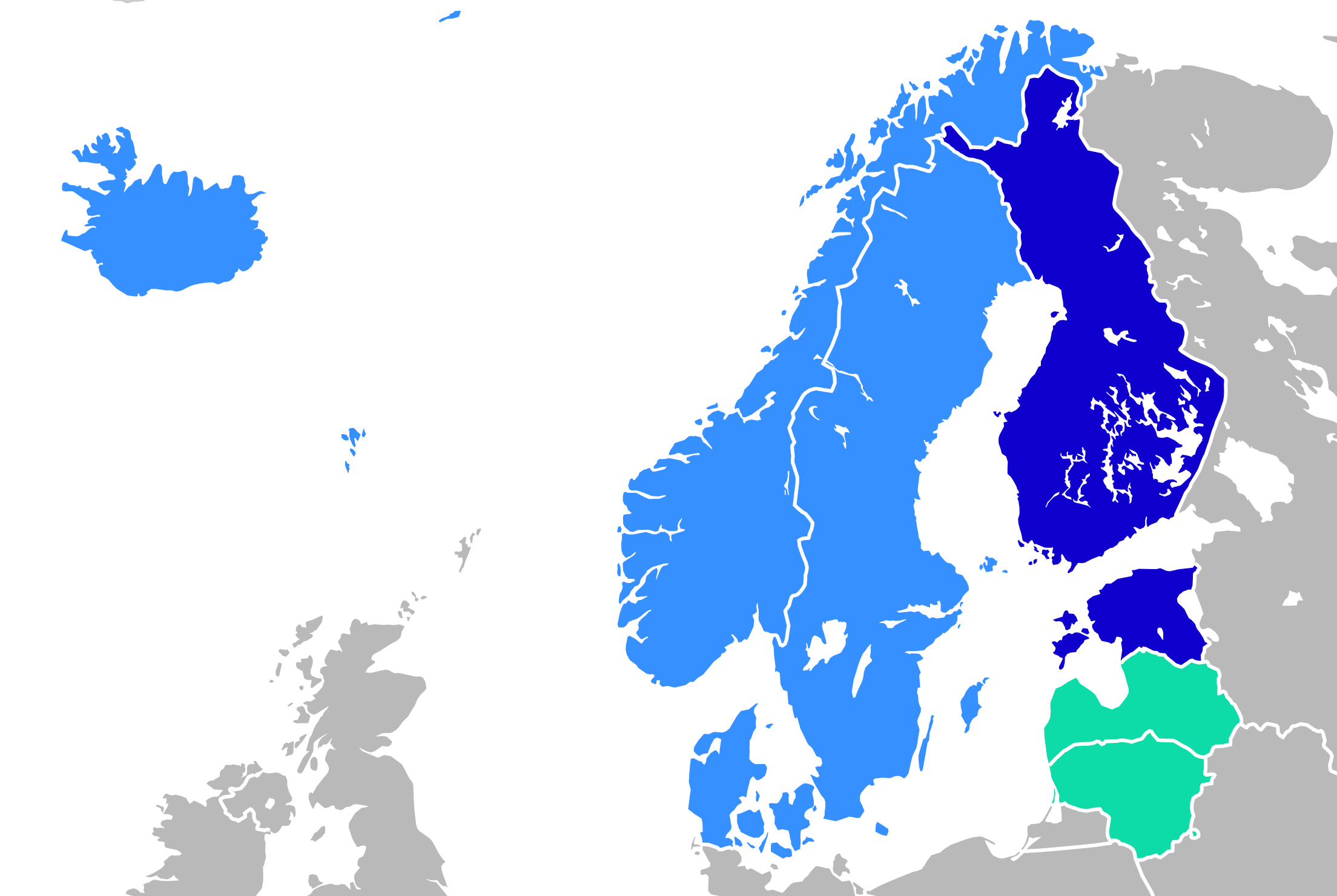
Språkgrupper i området
Nordiska språk (Island och Skandinavien)
Östersjöfinska språk (Finland, Estland)
Baltiska språk (Lettland, Litauen)

Den senaste folkräkningen hölls den 1 mars 2011 och avsåg den folkbokförda (de jure) befolkningen som uppgick till 3 043 429 personer, varav 1 402 604 män och 1 640 825 kvinnor.

#### Större städer
Den största staden är huvudstaden Vilnius och andra större städer är den före detta huvudstaden Kaunas (352 279) [2009.01] och hamnstaden Klaipėda (183 433) [2009.01].

#### Minoriteter
Befolkningen består av 84 procent [2009] etniska litauer, 6,1 procent [2009] polacker och 4,9 procent [2009] ryssar, vilket skiljer Litauen från Estland och Lettland som har betydligt större inslag av minoriteter. Litauen hade till skillnad från dessa inte alls samma grad av russifiering under ryska imperiet och sovjettiden. Det finns dessutom många ättlingar till emigranter i USA och litauer som lever i grannländerna.

### Religion
Under Mindaugas ledning kristnades Litauen först 1251 och blev en del av det kristna Europa. Efter hans död avbröts kontakterna, men återupptogs under 1300-talet. På 1500-talet övergick många av de litauiska adelsfamiljerna till protestantismen, men majoriteten av befolkningen förblev katoliker. Jesuiterna spelade en central roll i att bevara katolicismen, bland annat genom att skapa universitet och publicera katolsk litteratur. Efter att Litauen annekterades av Ryssland förföljdes kyrkan, men den blev en viktig motståndskraft mot Sovjetunionens ockupation. Ungefär 85 procent av befolkningen är katoliker.

## Kultur

### Kultursymboler

Alternativ statsflagga antagen 2004.

Den alternativa statsflaggan föreställer den vita riddaren, eller Vytis förföljaren. 

### Sport
Litauens herrlandslag i basket tillhör världens  bästa landslag och basket är den stora folksporten i Litauen. Den mest framgångsrika klubben i Litauen är BC Žalgiris. Man har även duktiga friidrottare och fotbollslandslaget gör ganska bra resultat i EM- och VM-kval. Bland friidrottarna kan nämnas Virgilijus Alekna som tog OS-guld i diskus 2000 och 2004, Austra Skujyte som tog silver i sjukamp vid OS i Aten 2004 efter Carolina Klüft, och Edvinas Krungolcas som tog silver i modern femkamp vid OS i Peking 2008. Litauen är även en stor roddnation med framgångar i OS, bland annat under sovjettiden. Vid London-OS 2012 vann 15-åriga Rūta Meilutytė 100 meters bröstsim.

## Internationella rankningar
| Organisation                                | Undersökning                   | Rankning  |
| ------------------------------------------- | ------------------------------ | --------- |
| Heritage Foundation/The Wall Street Journal | Index of Economic Freedom 2019 | 21 av 180 |
| Reportrar utan gränser                      | Pressfrihetsindex 2019         | 30 av 180 |
| Transparency International                  | Korruptionsindex 2018          | 38 av 180 |
| FN:s utvecklingsprogram                     | Human Development Index 2018   | 34 av 189 |